# Asedio del este de Guta
El asedio del este de Guta fue una operación militar que se desarrolló desde el 7 de abril de 2013 al 14 de abril de 2018 en la región de Guta, ubicada en la gobernación de la Campiña de Damasco dentro del marco de la Guerra Civil Siria. La ofensiva tuvo como beligerantes a la Coalición RSII y diversas milicias rebeldes, todos ellos de mayoría musulmana sunita. El que inició la ofensiva fue el gobierno de la república árabe contra las áreas controladas por los rebeldes en el este de Guta, una región rica en recurso básicos, para poder tener el control total del sur de la Campiña de Damasco. La Resolución 2401 del Consejo de Seguridad de las Naciones Unidas, adoptada el 28 de febrero de 2018, exigió un cese al fuego a escala nacional en Siria durante 30 días, incluida el este de Guta, pero ninguno de los bandos adoptaron la orden.
El 14 de abril el Comando General de las Fuerzas Armadas de Siria proclamó oficialmente la liberación de Duma y toda Guta Oriental. Las unidades de ingeniería han comenzado a buscar y desactivar las minas y artefactos explosivos instalados por los terroristas en Duma. El Comando General de las Fuerzas Armadas del país árabe ha subrayado que "no dejará de luchar contra el terrorismo y de desarraigarlo donde sea que se encuentre en el territorio sirio, incluso si algunos países intenten protegerlo", en referencia al bombardeo conjunto perpetrado por EE. UU., el Reino Unido y Francia contra Siria.

## Antecedentes
El inicio de los combates en el este de Guta se remonta a dos años después de iniciada la guerra civil. La llegada tardía del conflicto a la región semirrural se debe principalmente a la cercanía de la ciudad de Damasco en las que los pobladores de Guta podían encontrar su sustento y no tener necesidad de incluirse a la guerra. En 2012, cuando las protestas civiles ya se habían tornado violentas, el Ejército Libre Sirio y el Frente Al Nusra llegaron al este de Guta para ganar adeptos. El adoctrinamiento rebelde dio resultado cuando estos últimos iniciaron una serie de ofensivas relámpagos para expulsar a las fuerzas gubernamentales. El ataque originó la pérdida de Guta y otras regiones de las manos del gobierno sirio. La toma de Guta fue una antesala para el asedio a Damasco de 2012 por parte de los rebeldes hacia la capital nacional. Con estos últimos a puertas del núcleo urbano de la capital, el presidente Bashar al-Ásad pidió ayuda a las grupos paramilitares de Hezbolá y la Guardia Nacionalista Árabe que, junto al Ejército Árabe Sirio, contraatacaron en abril de 2013. Las fuerzas rebeldes lograron formar una resistencia en toda el área de Guta. Una de las tácticas del Estado sirio para expulsar de manera no militar a los rebeldes fue cortar la luz y el suministro de agua. Las milicias opositoras recurrieron a la incineración de plástico y a la excavación de bombas subterráneas para sustraer agua.

## Batalla

#### La Batalla por Qaboun, Tishreen y Barzeh
Tras varias semanas de sitio, el 7 de mayo las SAA logran romper las defensas rebeldes desde el frente oriental de la bolsa, avanzando hacia el oeste en un intento de partir la bolsa en dos, lo que provocó que los rebeldes en Barze al verse cercados decidieran rendir el barrio. En Qaboun los rebeldes en primera instancia se negaron a rendirse, pero al entrar las SAA desde el frente occidental muchos depusieron las armas, mientras que otros trataron de lanzar un ataque final desesperado al sur de la bolsa para escapar a Jobar, rindiéndose definitivamente el 12 de mayo. El 15 de mayo el gobierno proclamó la liberación de los barrios tras la salida del último grupo de insurgentes en dirección a Idlib.
El 7 de mayo los rebeldes de Barze se rinden y ofrecen una pacto de retirada mientras las SAA dan un cese al fuego en Qabun mientras se retiran los rebeldes del norte.
El 8 de mayo comienza la evacuación forzosa de 1000 personas (104 rebeldes y 918 civiles, que incluyen 246 niños y 212 mujeres) de Barze hacia Idlib. El cese al fuego en Qabun se inicia desde de la conquista de partes del suroeste por parte de las SAA.
El 9 de mayo 22 autobuses llegan a Qabun para movilizar a 1500 personas. Tras el cese al fuego el 11 de mayo los insurgentes que no se retiraron de Qabun lanzan un ataque desesperado para tratar de escapar del cerco en dirección a Jobar.
El 12 de mayo un segundo grupo se rinde y es evacuado desde Barze. Se aunucia una rendición total rebelde en las siguientes 48 horas.
El 13 de mayo se anuncia la captura total de Qaboun y Barze.
El 14 de mayo los últimos 1900 rebeldes salen de Qaboun rumbo a Idlib, el 15 de mayo se anuncia la liberación total de Qaboun, Tishreen y Barzeh.
El 29 de mayo el gobierno sirio anuncia libre al barrio de Barzeh después de 6 años de lucha armada.
El 30 de mayo las SAA liberan a 39 soldados prisioneros en Barzeh y se anuncia el intercambio de 20 prisioneros en Idlib por el comandante de Faylaq al-Sham, Mohammed Abdul Karim al-Dagim y otros dos milicianos.

#### La Batalla por el distrito de Jobar y el valle de Ain Terma
El 20 de junio las SAA lanzan un ataque desde tres direcciones, siendo repelidos al atardecer.
El 21 de junio las SAA liberan la escuela de conducción al sur de Ain Terma. LAs SAA avanzan hasta las mezquita de Gazwet Badr en Jobar.
El 23 de junio Faylaq Al-Rahman lanzó un contraataque en Wadi Ain Terma.
El 26 de junio las SAA alcanzaron el puente de Ain Terma desde el lado del valle.

### Primeros enfrentamientos

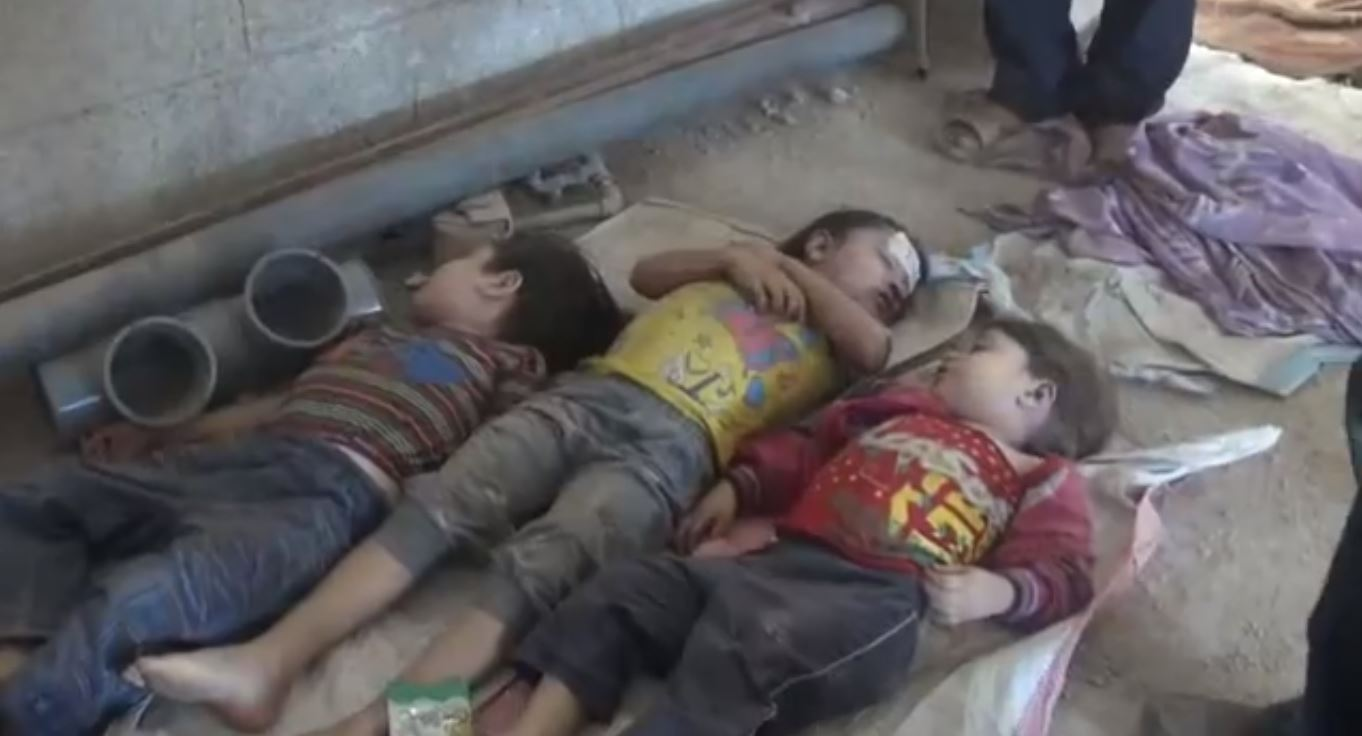
El ataque químico de Guta y la búsqueda de los responsables atrajo la atención mediática internacional hacia la batalla, actualmente no se tiene un autor claro del ataque.

Del 14 al 30 de noviembre de 2017, las recién creada Coalición RSII realizaron más de 400 ataques aéreos en la zona, golpeando mercados, escuelas y casas, y durante algunos de los ataques aéreos presuntamente utilizando municiones en racimo prohibidas.
Ese mismo año, la facción rebelde principal en el área era Yeish al-Islam, con sede en miniatura (con aproximadamente 10-15,000 combatientes en la región a principios de 2018). El segundo más grande fue la Legión Al-Rahman, un afiliado oficial del Ejército Libre Sirio, que controla gran parte de las partes del oeste y centro de Guta, incluidos los distritos de Jobar y Ain Terma. Ahrar al-Sham (basado en Harasta) y Tahrir Al-Sham controlan distritos más pequeños como Arbin, al-Ashariy Bait Naim, con una fuerza estimada en el área de 500 en febrero de 2018) tenía una presencia mucho menor.
A pesar de los esfuerzos por convertir a Guta en una zona de desescalamiento militar, se registraron nuevos informes de bombas que presuntamente contenían cloro en armas de enero de 2018. Ese mismo mes el área tenía un solo médico por cada 3600 personas.

### Operación Acero de Damasco

La toma de Harasta permitió al Estado sirio rodear a los pocos suburbios aun controlados por los rebeldes.

Después de una serie de operaciones ofensivas lanzadas por los rebeldes contra las posiciones del Ejército Árabe Sirio en Harasta, (un suburbio nororiental de Damasco) y otras localidades de Guta, el ejército sirio lanzó una operación para capturar la parte de Guta controlada por los rebeldes en febrero de 2018. La escalada de las hostilidades llevó a una reunión del Consejo de Seguridad de las Naciones Unidas, celebrada el 24 de febrero de 2018, votando por unanimidad a favor de un alto el fuego de 30 días en Siria, y exigió el fin de la batalla del este de Guta. En marzo de 2018, continuó la ofensiva gubernamental, con el apoyo de Rusia tanto diplomático como militar. El 11 de marzo, el gobierno sirio tomó el control de varias áreas y dividió el enclave en tres secciones aun controladas por los rebeldes. Estas secciones incluyen miniatura, el este de Harasta, Zamalka y sus alrededores.
A mediados de fines de marzo, después de una serie de negociaciones, finalmente se llegó a un acuerdo entre el Estado y los rebeldes que controlaban partes del este de Guta, que implicó una transferencia de combatientes rebeldes restantes de las áreas del este de Harasta, Zamalka y las zonas circundantes a la gobernación de Idlib. Por esta evacuación del área fueron desplazadas 105,000 personas. A fines de marzo, Duma era el último sitio controlado por los rebeldes, los cuales eran milicianos de Yeish al-Islam.
El 14 de abril el Comando General de las Fuerzas Armadas de Siria proclamó oficialmente la liberación de Duma y toda Guta Oriental. Las unidades de ingeniería han comenzado a buscar y desactivar las minas y artefactos explosivos instalados por los terroristas en Duma. El Comando General de las Fuerzas Armadas del país árabe ha subrayado que "no dejará de luchar contra el terrorismo y de desarraigarlo donde sea que se encuentre en el territorio sirio, incluso si algunos países intenten protegerlo".

## Crisis humanitaria

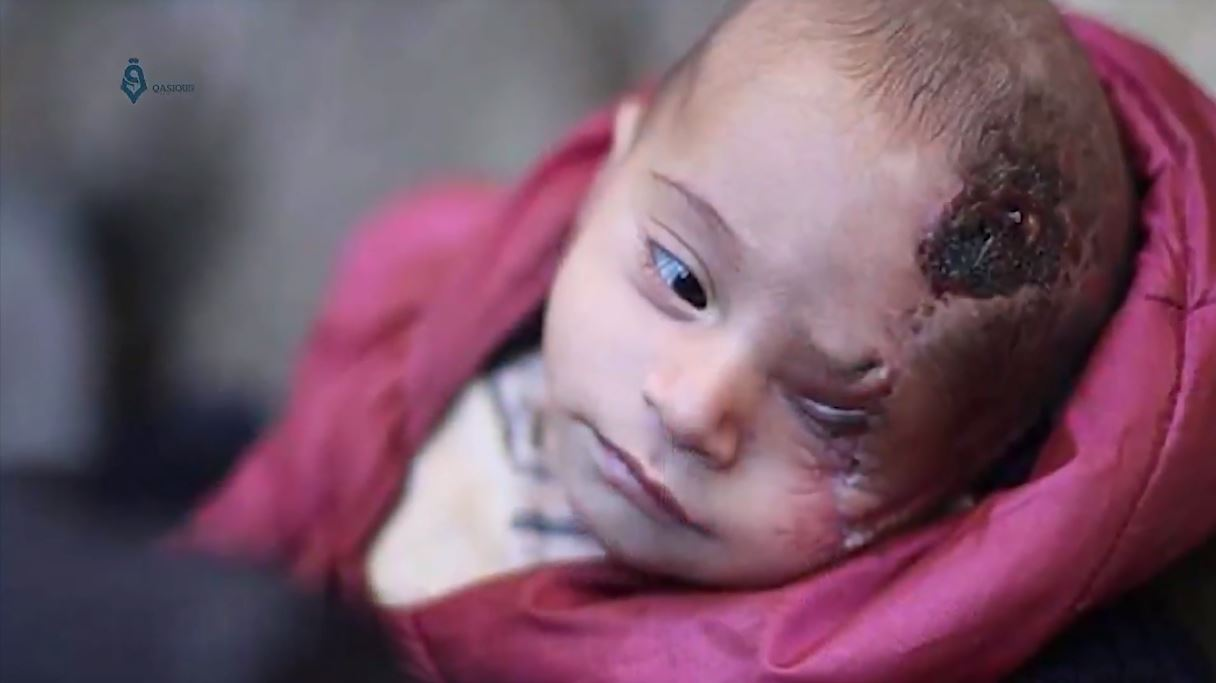
Una víctima infantil como consecuencias de los bombardeos mutuos.

En febrero de 2018, la Red Siria de Derechos Humanos, una organización no gubernamental con sede en el Reino Unido, fundada en junio de 2011, publicó un informe que afirmaba que 12,783 civiles habían muerto en Gouta oriental y alrededores desde marzo de 2011 hasta febrero de 2018, incluidos 1463 niños y 1127 mujeres.
Según fuentes hospitalarias locales, que fueron citadas en el periódico francés Le Monde, aproximadamente 18,000 personas fueron asesinadas en el enclave en octubre de 2017.
Médicos Sin Fronteras afirmó que el 70 por ciento de la población del enclave vivía bajo tierra en noviembre de 2017 para escapar de los bombardeos. También registró que, en promedio, 71 personas eran asesinadas diariamente desde la ofensiva del 18 de febrero de 2018. Se registraron 1005 personas muertas y 4829 heridas en solo dos semanas, entre el 18 de febrero y el 3 de marzo de 2018.